# Curcuma involucrata
Curcuma involucrata là một loài thực vật có hoa trong họ Gừng. Loài này được John Gilbert Baker miêu tả khoa học đầu tiên năm 1890 dưới danh pháp Kaempferia involucrata. Trong một thời gian dài, người ta biết đến nó dưới danh pháp Stahlianthus involucratus. Năm 2015, Jana Leong-Škorničková chuyển nó sang chi Curcuma.
Tên gọi trong tiếng Trung là 土田七 (thổ điền thất).

## Phân bố
Loài này có tại đông bắc Ấn Độ (Assam, Sikkim), Bangladesh, Myanmar, Thái Lan và Trung Quốc (Phúc Kiến, Quảng Đông, Quảng Tây, Vân Nam). Môi trường sống là nền rừng, sườn núi, cũng được trồng.

## Mô tả
Thân rễ ruột màu vàng nâu, đường kính ~1 cm, có mùi thơm nồng; rễ nở ra thành các củ hình cầu ở đỉnh. Không thân. Lá mọc thẳng; cuống lá 6-18 cm, mọc thẳng; phiến lá màu xanh lục hoặc hơi tía, hình trứng ngược-thuôn dài hoặc hình mác hoặc mác ngược-thuôn dài, 10-18 × 2-3,5(-5) cm. Cuống cụm hoa 2,5-10 cm; tổng bao thẳng, 4-5 × 2-2,5 cm, đỉnh 2 hoặc 3 thùy, với các đốm nhỏ, màu nâu, có tuyến; lá bắc con thẳng, ~1,5 cm, như màng. Hoa vài bông, mọc thành đầu hoa. Đài hoa 0,9-1,1 cm. Ống tràng hoa 2,5-2,7(-3,8) cm; thùy ~1,2 cm, thùy trung tâm nhọn đột ngột ở đỉnh. Các nhị lép bên hình mác ngược, có mào, thuôn dài, màu trắng, (0,8)-1,6-2 cm × ~4 mm. Cánh môi màu trắng với một đốm màu vàng ở trung tâm, hình thìa, ~2 × 1,3 cm, đỉnh có khía răng cưa. Chỉ nhị ~2 mm; bao phấn ~5 mm; phần phụ liên kết nửa tròn, ~3 cm. Bầu nhụy hình trứng, ~3,5 mm. Vòi nhụy thẳng; đầu nhụy có lông rung. Ra hoa tháng 5-6. 2n = 22.

## Sử dụng
Y học dân gian làm thuốc chữa bệnh.